# Космос-498
Космос-498 је један од преко 2400 совјетских вјештачких сателита лансираних у оквиру програма Космос.
Космос-498 је лансиран са космодрома Плесецк, СССР, 5. јула 1972. Ракета-носач Р-12 Двина (8К63, НАТО ознака SS-4 Sandal) са додатим степеном је поставила сателит у орбиту око планете Земље. 